# Daniel Germain
Ne pas confondre avec Daniel Germain, biologiste français.
Pour les articles homonymes, voir Germain.
Daniel Germain (né en 1964 à Verdun) est le fondateur du Club des petits déjeuners du Québec, des Clubs des petits déjeuners du Canada et du Sommet du millénaire de Montréal.Daniel est récipiendaire de l’Ordre du Canada et membre du Conseil consultatif de l’Ordre du Canada.

## Biographie
Daniel Germain, né à Verdun, eut une enfance plutôt difficile. De 1989 à 1994, il s'engage dans des missions humanitaires au Mexique et en Haïti. Son parcours personnel lui fait prendre conscience que la pauvreté, bien que plus spectaculaire dans les pays où il séjourne, est tout aussi insidieuse au Canada. De retour au Québec, il lance dans une école primaire d’un secteur défavorisé de Longueuil un projet visant à permettre à tous les enfants de prendre un déjeuner nutritif avant de commencer la journée. Le rendement scolaire des enfants qui bénéficient de ce programme s’améliore grandement et d’autres écoles adoptent sa formule. Le Club des petits déjeuners voit ainsi le jour et s’implante un peu partout au Québec. Dans cette entreprise, il est assisté de Judith Barry. En 2013, quelque 15 000 écoliers sont desservis par des centaines de bénévoles. Daniel a 3 enfants.
En 2006, Daniel Germain a étendu l'envergure de son programme en créant le Club de petits déjeuners du Canada (Breakfast Club of Canada). Il a également mis sur pied le Sommet du millénaire de Montréal, une tribune annuelle où sont présentés des idées et des projets visant le bien-être des enfants dans le monde.

## Honneurs

### Individuels
- 2000 - Personnalité de l’année du journal La Presse dans la catégorie « Courage, humanisme et accomplissement personnel » (également personnalité de la semaine le 25 juin)
- 2000 - Médaille de l’Assemblée nationale du Québec[5]
- 2003 - Médaille du jubilé d'or de la reine Elizabeth II[6]
- 2005 - Bâtisseur de la revue Commerce d'août 2005
- 2005 - Médaille du service méritoire du Canada (division civile)[7]
- 2005 - Médaille de l'Assemblée nationale[8]
- 2007 - Chevalier de l'Ordre national du Québec[1]
- 2008 - Management Achievement Award de l’Université McGill[9]
- 2009 - Membre de l’Ordre du Canada[4]
- 2010 - Médaille d’or de l’Ordre du mérite de la Fédération des commissions scolaires du Québec[10]
- 2012 - Médaille du jubilé de diamant d'Élisabeth II[11]

### Aux organismes qu'il a dirigés
- 2001 - Centre d'action bénévole de la Vallée-du-Richelieu inc. - Club des petits déjeuners du Québec : Lauréat régional pour la Montérégie du prix Hommage bénévolat-Québec, catégorie Organisme[12]
- 2007 - Club des petits déjeuners du Québec : Lauréat régional pour la Montérégie du prix Hommage bénévolat-Québec, catégorie Organisme en action[13]
- 2008 - Club des petits déjeuners du Québec : Prix d’excellence 2008 en promotion de la santé de l’Association médicale canadienne[14]